# Igreja de Nossa Senhora do Rosário de Fátima
A Igreja de Nossa Senhora do Rosário de Fátima é um templo católico localizado na freguesia de Avenidas Novas, antiga freguesia de Nossa Senhora de Fátima, na cidade de Lisboa, em Portugal.
Igreja-sede da paróquia lisboeta de Nossa Senhora de Fátima, foi projetada por Porfírio Pardal Monteiro e é uma obra marcante do modernismo nacional. Foi o primeiro templo católico a ser construído em Lisboa após a implantação da República Portuguesa (1910).
A Igreja de Nossa Senhora de Fátima está classificada como Imóvel de Interesse Público desde 1971.

## Historial

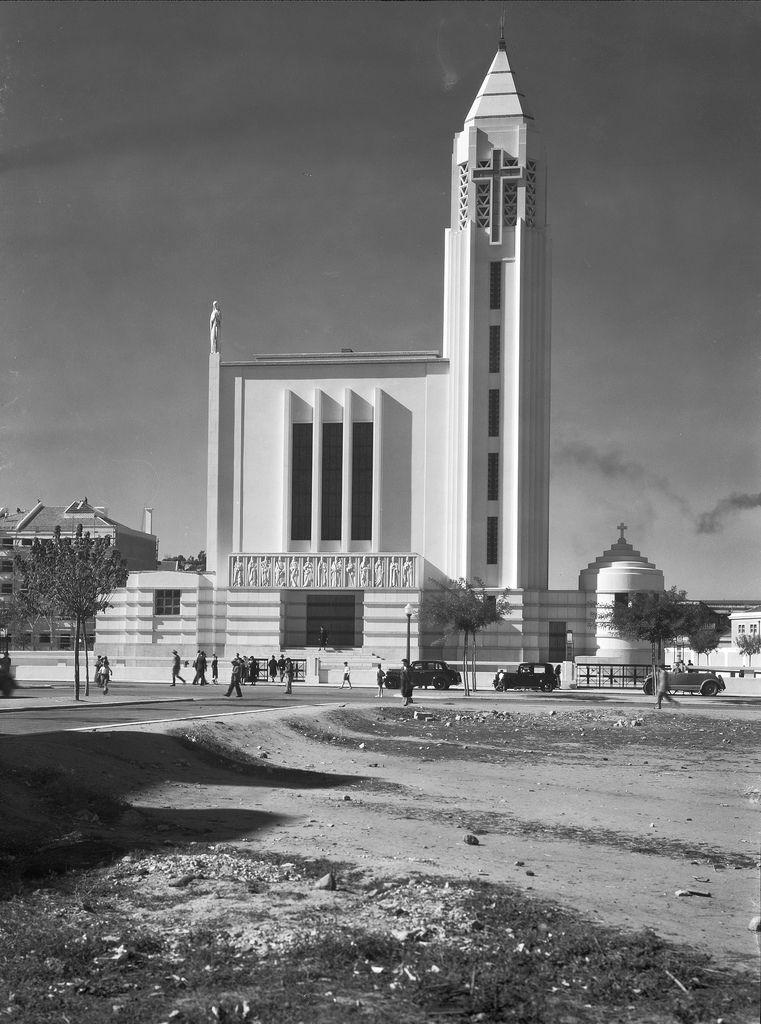
Igreja de Nossa Senhora de Fátima, c. 1938

O projeto foi encomendado a Pardal Monteiro em 1933 pela Sociedade Progresso de Portugal, tendo demorado um ano a realizar; teve colaboração de Raul Rodrigues Lima e de alguns estudantes então a trabalhar no ateliê de Pardal Monteiro, onde se destaca João Faria da Costa. A igreja foi consagrada em Outubro de 1938, sendo galardoada com o Prémio Valmor desse ano. Apesar do apoio expresso por parte da igreja, a modernidade do edifício seria contestada pelos meios mais conservadores da sociedade portuguesa.
O arquiteto fez coincidir a forma com o sistema estrutural, que foi deixado à vista no interior, sendo o volume desenhado a partir dos pórticos ritmados e repetidos como lâminas. "Essa estrutura foi envolvida por uma caixa formando a nave principal com uma cobertura em terraço plano, que se articula com os volumes mais baixos das duas naves laterais, e ainda com os corpos assumidos do batistério e da torre única e assimétrica na fachada, de formas puras". Herdeira de traços da art déco, patentes na fragmentação dos volumes e no modo como estes estão ornamentados, "a linguagem moderna reside essencialmente na assimetria, na cobertura em terraço e na exteriorização do programa e da estrutura".
O edifício teve colaboração artística de Francisco Franco (Friso dos Apóstolos no pórtico de entrada), Almada Negreiros (vitrais), Leopoldo de Almeida (escultura da Virgem e os pastorinhos de Fátima; Ressurreição de São Lázaro; São João Baptista), Barata Feyo, Anjos Teixeira, Raul Xavier, António da Costa, Henrique Franco (pintura mural da via sacra) e Lino António (frescos dos arcos e do coro alto, considerados os primeiros frescos num edificio público moderno em Portugal).

## Projecto
Após a escolha da comissão delegada para a construção da igreja e o seu arquitecto, surge a escolha do lugar. Este, é o talhão contornado pelas Avenidas de Berna, Marquês de Tomar, Barbosa da Bocage e a Rua Poeta Mistral, por estas reunirem um grande número de condições favoráveis para a sua implantação. Tais como, a posição central em relação aos limites da freguesia que viria a ser criada. A orientação do edifício, não sob ponto de vista litúrgico mas quanto a valorização estética do local. Quanto a orientação, duas soluções foram apresentadas como viáveis, uma orientando o edifício ao Norte, nesse caso para a Avenida de Berna, por ser a artéria mais importante, e a outra orientação seria a Nascente.
A primeira solução infelizmente teve de ser abandonada porque implicava a compra de todo o quarteirão e consequentemente o desperdício de fundos que mais tarde iriam afectar os planos grandiosos para a futura construção. Sem mencionar que alguns proprietários de alguns lotes não estavam dispostos a vender as suas partes. A segunda embora com todos os inconvenientes da futura vizinhança de construções de destino e de arquitectura muito diferente, apresentava entre outras vantagens, a de não se gastar quantias avultadas no terreno e de permitir a colocação da igreja como fundo de perspectiva da Avenida Elias Garcia. E assim foi essa por consequência adoptada apesar dos seus inconvenientes.
E assim no ano da publicação do seu projecto, em 1934, a igreja começa a ser construída, com uma planta rectangular irregular, dividida entre igreja e um centro paroquial, separados apenas por um pequeno corredor longitudinal pavimentado de calçada de calcário. Igreja formada por três naves escalonadas, sendo a central mais larga sem colunas, pilares ou outro qualquer elemento de estrutura que estorvasse a vista do altar, tendo cerca de dezoito metros de largura podendo albergar até oitocentas pessoas sentadas. Adossadas a nave central estão seis capelas três de cada lado, antecedidas por exo nártex, que apenas dá para esta nave central, tendo o baptistério e a torre sineira adossados ao lado direito, com uma capela-mor estrita com várias dependências adossadas à fachada posterior, dando origem as capelas mortuárias no piso térreo e as dependências paroquiais no piso superior, com coberturas diferenciadas em terraços não acessíveis, de betão com tela asfáltica e material drenante, formado por gravilha.

### Fachadas
As fachadas da igreja são percorridas por um alto embasamento de cantaria cinza saliente, coroado por placas do mesmo material, interrompidas equidistantes por frisos salientes de calcário, as paredes à cima rebocadas e pintadas de branco, rematadas por friso de betão.
A fachada principal, orientada a Este, marcada no seu lado esquerdo por um cunhal mais alto que o edifício, onde é erguida uma imagem do orago, em cantaria de calcário, evocando o Art Déco é rasgada por três janelões retangulares divididos por molduras salientes e protegidos por vitral. Na zona inferior, o corpo saliente do exo nártex, coroado por treze edículas retangulares em que cada uma alberga um apóstolo, marcado por um amplo vão rectangular. Anda essa fachada é flanqueada por dois corpos de menores dimensões, marcando os vestíbulos e as naves laterais, surgindo no lado direito, a torre sineira, quadrangular, mas com ângulos truncados por pequenos ressaltos, rematada em coruchéu octogonal, com um cata-vento de bronze no topo, cada face é rasgada por cinco pequenas frestas que dão luz as escadas de acesso às sineiras, estas protegidas por adufas geométricas, a frontal e posterior ostentando a enorme cruz latina. Ao lado da torre, como um corpo individualizado, mas articulado com a igreja, está o Baptistério, de planta circular e cobertura em falsa cúpula escalonada em betão com uma cruz no vértice, toda a sua superfície é revestida a cantaria de liós, com os habituais frisos salientes cinzas, tendo no lado NE., sete vãos rectilíneos divididos por colunas cilíndricas protegidos por vitrais.
O nártex acede ao templo por portal axial de verga recta, amplo e com duas folhas de madeira e por duas portas laterais, com o mesmo perfil mas só com uma folha de madeira, estas duas portas dão acesso a dois pequenos vestíbulos.
As fachadas laterais possuem características semelhantes a principal, tendo no corpo da nave um ressalto e seis pequenos contrafortes que ajudam a escorar a cobertura interna onde surgem cinco frestas longilíneas protegidas por vitral. Num nível inferior, os corpos das naves laterais são iluminadas por frestas rasgadas nas faces laterais.
A fachada posterior é marcada por um presbitério sem vãos e ligeiramente mais estreito que a nave, a capela-mor forma um polígono de cinco faces, marcadas por contrafortes de cantaria, sendo estas faces totalmente preenchidas por vitrais, inscritos em quadrados com molduras vazadas. Na base da capela-mor está um corpo de dois pisos, o primeiro corresponde às capelas mortuárias, rasgadas por sete janelas rectilíneas, e no segundo piso está a zona do cartório e da sacristia, com igualmente sete janelas mas nesse caso angulares, com molduras recortadas superiormente.

### Interior
O interior da igreja é composto por quatro vestíbulos em cada ângulo, revestidos a cantaria com tectos planos e pavimento em lajeado, possuindo uma porta principal de acesso e uma de acesso aos anexos. Tem três naves de oito tramos, o primeiro ocupado pelo coro-alto, separadas por amplos pilares de cantaria, onde surgem as cruzes de sagração pintadas de dourado, ao longo das quais estão exteriormente dois corredores junto à cobertura que funcionam como piso técnico para ventilação lateral e acesso aos holofotes de iluminação e manuseamento dos candeeiros da nave central. As paredes apresentam alto lambril de cantarias, com a zona superior e coberturas pintadas de azul. O pavimento é em cantaria de calcário com parquet na zona dos bancos dos assistentes e coberturas diferenciadas, planas e em betão, cortada, na nave central por sete arcos diafragma de perfil apontado também em betão e possuindo as zonas superiores vazadas em quadrículas ornada com candelabros, cálices, pombas e cruzes de cristo e o intradorso pintado com estrelas. Junto aos portais encontramos pias de água benta em mármore preto de perfis poligonais com um nicho da mesma forma assentes sobre mísula. O coro-alto em betão com guarda plena pintada com a coroação da Virgem ao centro flanqueada pelas figuras de São Teotónio, Bento Nuno Álvares, João de Deus, São Gonçalo, Santo António e São João de Brito, surgindo no lado oposto as Virgens Júlia e Máxima, Beata Teresa, Santa Isabel, Santa Luzia e Beata Beatriz. Sobre o coro ergue-se um grande órgão e é iluminado por vãos protegidos por vitral, compondo uma crucificação tripartida. As frestas existentes nas naves também em vitrais apresentam imagens da virgem, com dez invocações e cenas bíblicas ou profanas. Em cada uma das naves laterais abrem três capelas de perfil poligonal, revestidas a brecha da Arrábida, iluminadas por duas frestas com vitrais a representar turíbulos. São dedicadas a Santo António, Nossa Senhora do Carmo e Sagrado Coração de Jesus, no lado do Evangelho, surgindo, no oposto, Santa Teresinha, São José e Nossa Senhora das Dores. Nos ângulos das naves surgem dois espaços rasgados no muro com acesso por um degrau onde estão quatro confessionários e no lado oposto dois, todos eles em madeira. No centro do altar está a pia baptismal circular metálica, centrada pela figura de São João Batista. O presbitério é marcado por grande arco onde estão inscritos símbolos salvíficos, identificados por dísticos latinos. Este altar-mor é em cantaria por detrás do qual surge o sacrário embutido num cibório composto também por base de cantaria onde surge uma estrutura de quatro pilares que sustentam a cobertura piramidal, forrada a mosaico dourado e com símbolos eucarísticos que amparam trono expositivo de cinco degraus escalonados, tendo este o acesso por duas escadas de perfil curvo também em cantaria e com guardas escalonadas do mesmo material. Este espaço que comporta o altar é coberto por um tecto plano onde surge a figura do Espírito Santo, contra um fundo azul.
Ao lado da igreja está o centro paroquial  onde funcionam várias actividades e também onde se encontra a habitação dos párocos. Colado a si está também um edifício de cinco pisos que também alberga várias funções, tendo a sala de catequese, salão de festas, refeitório, cozinha, hospedaria e casa do pároco com o acesso ao Sul por um alpendre gradeado. Esse edifício multifuncional possui as fachadas rasgadas regularmente por vãos rectilíneos que no lado Norte correspondem no piso inferior a portas de acesso as diferentes dependências protegidas por palas de betão.)

### Estrutura
A igreja tem na sua constituição o betão como material base. Em relação a elaboração do projecto e da execução da estrutura de betão armado nada de muito chamativo existe, apenas ressaltar que tiveram muito pouco tempo para as realizar. A estrutura da igreja é formada por arcos de três articulações, originadas de cruzamento das armaduras e apoiados em pórticos formados pelos pilares, vigas das coberturas e pavimentos das capelas laterais. Para se obter esforços verticais sobre as fundações empregaram-se tirantes de betão armado enterrados reunindo os dois pórticos e apoios de cada arco. O problema mais difícil que encontraram foi o do contraventamento longitudinal dos arcos, pois que por condições impostas por Pardal Monteiro, era impossível colocar as peças de contraventamento na sua posição corrente. Isso foi solucionado utilizando vigas longitudinais ligadas aos arcos por prumos encastrados nas duas extremidades. Os arcos principais da igreja têm de vão 17,20 metros e de altura máxima acima do terreno primitivo 22 metros. A altura dos arcos no fecho é de 80 cm e a sua espessura 45 cm.
Muitos outros trabalhos em betão armado foram feitos, mas não que tenham tanto protagonismo, a não ser a construção da torre sineira que tem uma altura de 45 metros. O prazo para a execução de todo o trabalho foi de seis meses e que tal foi muito bem cumprido. Realçar ainda que esse trabalho contou com a direcção do engenheiro João Faria da Costa.
Em suma a Igreja de Nossa senhora de Fátima até a data da sua construção foi edifício que muito dividiu opiniões, isso porque ela surge período único de Portugal, em que este estava a sofrer alterações que iam da política até questões socias. Ela marca com a sua construção uma mudança em toda a arte religiosa em Portugal. Uma das alterações que Portugal sofria era a afirmação nacionalista e por Pardal Monteiro ter sido influenciado em obras internacionais justificaria até um certo ponto algumas opiniões divididas. Mas tudo foi ultrapassado e surgiu nas Av. Novas uma igreja renovadora de planta rectangular acompanhada de um centro paroquial, a igreja alberga três naves escalonadas, sendo a central mais larga sem colunas e pilares que tapassem a visibilidade para o altar iluminado por graciosos vitrais, as naves laterais albergam também três capelas cada e através da nave à direita chega-se ao baptistério e a torre sineira toda ela em betão armado, material predominante na construção da igreja. Nas fachadas o que mais chama atenção é o seu alto embasamento de cantaria e as várias frestas tapadas por vitrais iluminando assim de forma graciosa a igreja, criando um ambiente muito litúrgico.

### Memória Descritiva (Original)
do projecto da Nova Igreja construir para A Arquiconfraria do Santíssimo Sacramento de São Julião, pela Sociedade Progresso de Portugal.
A nova Igreja será edificada nos terrenos para esse fim adquiridos, nas avenidas  novas de Lisboa, confrontando do Nascente com a Avenida Marquês de Tomar, do Norte com a Avenida de Perne, do Poente com a Avenida Poeta Mistral e do Sul com os lotes nº42 e 45 dos terrenos pertencentes aos proprietários da antiga “Quinta do Canas”.
A fachada principal da Igreja é disposta por forma a que o seu eixo e por  consequência o eixo longitudinal da Igreja coincidem com o eixo da Avenida Barbosa du Bocage.
Este partido foi encarado precisamente para valorizar o aspecto monumental daquela zona, servindo portanto de fundo á perspectiva da Avenida Barbosa du Bocage a massa mais importante de toda a edificação.
Não abundam, infelizmente, nas partes novas de Lisboa terrenos livres com a superfície que este caso requere e que permitam a construção de edifícios monumentais ou importantes de modo a não serem prejudicados pelo ambiente já criado com a proximidade de edificações feitas sem preocupações de conjunto.
Por outro lado, a escolha do terreno para a construção desta Igreja tinha de satisfazer essencialmente ás necessidades espirituais da população d’uma grande zona da cidade onde não existem igrejas em número proporcional a essa população. Esta circunstância previa por isso a zona nobre que podia incidir a escolha do terreno.
Escolheu-se portanto aquele que a Arquiconfraria do S.S. de S. Julião adquiriu e que atrás se descreve, por ser o que reunia melhores condições quanto á disposição relativa em função da densidade da população e quanto às condições que permitissem valorizar um recanto da cidade sob o ponto de vista estético.
A nova Igreja é construída por consequência n’um terreno completamente livre por três dos seus lados, o que permite não só a apreciação do conjunto arquitectónico às distâncias suficientes para uma boa observação, como ainda o enriquecimento urbano do local.
Pena é que pelo quarto lado não possa a Exma. Camara Municipal providenciar no sentido de evitar a construção de prédios banais, sem unidade e ao mesmo tempo evitar o espectáculo de saguões e traseiras de prédios que possam vir a dar para a fachada lateral da nova igreja. Este inconveniente seria facilmente evitado, desde que a Exma. Camara abrisse entre a Avenida Marquês de Tomar e a Avenida projectada uma pequena rua de dez metros, abrangendo os lotes nº 42 e 45 o que isolaria todo o terreno da igreja e permitia a construção nos lotes nº 43 e 53 de prédios cujas fachadas sobre essa pequena rua pudessem ter uma relativa grandiosidade arquitectónica. Ainda que fosse muito simples a expressão arquitectónica desses prédios, evitava-se pelo menos a vista de saguões e traseiras dos prédios visíveis sobre a igreja.
Na planta topográfica junta ao projecto sugere-se a possibilidade de arranjo do local em condições de permitir um bom arranjo urbano.
A circunstância de se tratar de uma rua apenas com dez metros de largo não impediria a construção de edifícios altos não só porque uma das frentes desses prédios daria para largas avenidas, como porque a Igreja se constrói bastante afastada do alinhamento dessa possível nova artéria.
O conjunto a edificar abrange a Igreja e o Presbitério.
A Igreja – Tem a sua fachada principal situada no topo da Avenida Barbosa du Bocage e compõe-se de diversas partes, a saber: a entrada; a torre; o Baptistério; a Capela Mortuária; o corpo da Igreja; as sacristias e os anexos.
A entrada principal faz-se ao topo Leste da construção e compõe-se d’um  largo peristilo ou nártex, ladeado por dois tambores ou corpos de entrada secundários por onde normalmente se entra na Igreja. Este corpo da entrada é coroado por um forte motivo decorativo constituído por um grande friso escultural com três figuras simbólicas, Cristo e os Apóstolos.
A Torre por onde se faz o acesso ao coro, sobre a entrada principal, tem acesso á sua parte superior por uma boa escadaria, interrompida por um pavimento na altura dos maquinismos dos relógios e por outro na altura do local onde é instalado o carrilhão. O acesso entre estes dois pisos é feito por uma pequena escada helicoidal, coberta, de modo a permitir não só uma boa instalação da estrutura dos sinos, como a deixar o espaço livre para a visita desse local, donde se pode disfrutar um bom panorama da cidade.
O Baptistério, construído n’um pequeno corpo, de planta circular, em proeminência sobre o conjunto, ocupa a posição que se observa no projecto por conveniência de ordem litúrgica. O acesso ao Baptistério, segundo as necessidades das diversas fases da cerimónia do baptismo, é dado directamente do exterior e do interior.
Ao centro do Baptistério é colocada a pia baptismal a um nível inferior ao do  pavimento da Igreja.
A Capela Mortuária, situada no lado oposto ao Baptistério, tem também entradas directas do exterior e do interior, constituindo uma das saliências do conjunto. Esta disposição permite a deposição dos corpos na respectiva capela a qualquer hora do dia e a sua permanência na Igreja, sem prejuízo do culto. Além disso permite a saída dos funerais sem necessidade de utilizar a porta principal da Igreja.
O corpo da Igreja, ou seja a parte mais importante de todo o conjunto arquitectónico, compõe-se da grande nave, cujo topo é ocupado pela abside, ou capela-mor, e de  dois pequenos colaterais sobre os quais dão seis capelas ou altares, tradicionais nas igrejas portuguesas, e os confessionários.
Na correspondência dos colaterais, junto da capela-mor, duas outras entradas secundárias permitem o acesso ao corpo da Igreja, sem necessidade de contornar todo o edifício.
A Capela-mor é separada da nave por uma teia, servindo do banco de comunhão, por detrás da qual se encontram os dois púlpitos da Epistola e do Evangelho.
A Capela-mor, cujo fundo é constituído de certa altura até ao tecto por uma grande composição de vitral, contem o altar-mor e o trono, também clássico nas igrejas portuguesas.
A grande nave é iluminada através de altos vitrais previstos nas paredes laterais, situados nas partes verticais, entre os grandes arcos da estrutura e de suporte da cobertura do edifício.
O interior de todas estas partes é particularmente cuidado quanto ao seu aspecto decorativo para o qual contribuem as grandes alegorias picturais a fresco e o mármore de revestimento. Outros materiais de expressão decorativa contribuirão para valorizar a expressão mística da primeira tentativa de renascimento da Arte Religiosa em Portugal.
Contornando a abside estão dispostas as sacristias, acompanhadas de diversos gabinetes para os sacerdotes, meninos de coro, instalações da Arquiconfraria, etc., correspondendo a este corpo uma altura igual á dos colaterais o que permite não só um bom pé direito para todas as dependências, como a valorização do fundo da capela-mor pela libertação das granes superfícies de vitral, acima da cobertura dos anexos.
Sob a capela-mor e as instalações da sacristia está prevista uma parte em cripta que serve para instalar diversas obras religiosas e as arrecadações de alfaias do culto. O acesso a esta cripta faz-se directamente do exterior por meio das duas entradas indicadas no projecto e do interior pelas escadarias projectadas sob o trono.
O conjunto da igreja foi previsto e estudado de modo a satisfazer, dentro das regras da liturgia, às necessidades do culto católico, mantendo-se no entanto a feição peculiar das igrejas portuguesas, como por exemplo os altares laterais e o trono, de que no entanto o arquitecto tirou o partido que mais apropriado lhe pareceu para acusar um progresso na realização dessas peças, valorizando-as e acusando-as nitidamente na composição.
Além da igreja, faz parte do conjunto a edificar, a construção do Presbitério, o qual se compõe de dois andares, destinados á residência do pároco, dos sacerdotes adjuntos e do sacristão. Na essência este pavilhão abrange duas residências, cada uma composta das necessárias peças e disposta por forma a dar-lhes a independência que convém.
Este pavilhão, tem as suas entradas pela Avenida Poeta Mistral e embora se faça corresponder na sua composição exterior as mesmas linhas dos corpos baixos da Igreja, o seu arranjo é mais simples.
Toda a composição obedece, no entanto, á mesma expressão arquitectónica, de modo a que o conjunto se valorize pela sua unidade, mantendo a cada parte a importância que logicamente lhe é imposta pela função de cada um dos seus múltiplos elementos.
O terreno pertencente á Arquiconfraria do S.S. de S. Julião e á Sociedade Progresso de Portugal será vedado em toda a volta com uma vedação baixa e de simples composição que não prejudique a apreciação do conjunto e sirva simplesmente como delimitação de propriedade privada.
Toda a construção será feita de harmonia com os melhores preceitos da arte de construir, obedecendo em todas as suas partes á mais rigorosa perfeição, de modo a que este edifício, simples, solido, equilibrado e característico pela feição peculiar ao seu destino, se mantenha sem pretensões, mas honestidade, perante o futuro, como uma manifestação clara e pura do modo de ser a nossa época.
Não permitem as condições económicas, nem a moral, a construção de templos ostentosamente ricos, nem está do caracter do arquitecto, nem das entidades eclesiásticas e particulares que por qualquer forma tenham direito de opinião sobre o edifício, nem no da entidade proprietária, o espírito de mostrar falsa riqueza, pelo que  o edifício que se pretende construir será apenas a tradução nítida das possibilidades efectivas, claramente evidenciadas em todas as partes da construção, sem falsidades nem preocupações de efeitos espectaculosos.
O mais absoluto espírito de sinceridade, o escrupuloso cuidado de acusar francamente o que constituir utilidade ou necessidade, e a preocupação de dar a cada elemento útil e necessário a expressão que lhe acuse a finalidade com a elegância que o valorize sob o ponto de vista estético, foram as principais preocupações do arquitecto que além de prestar um serviço profissional a um cliente, procurou prestar sobretudo um serviço á Nação e á arte nacional, concebendo uma edificação rigorosamente baseada na tradição, mas progressiva e reveladora das possibilidades técnicas do nosso tempo.
Portugal, é dos raros países da Europa que não possuem uma única igreja moderna e esta que agora se pretende construir não representa mais do que o primeiro passo no sentido do progresso da arquitectura religiosa, a qual foi sempre o reflexo e a expressão mais pura das possibilidades técnicas de cada época.
O Arquitecto.

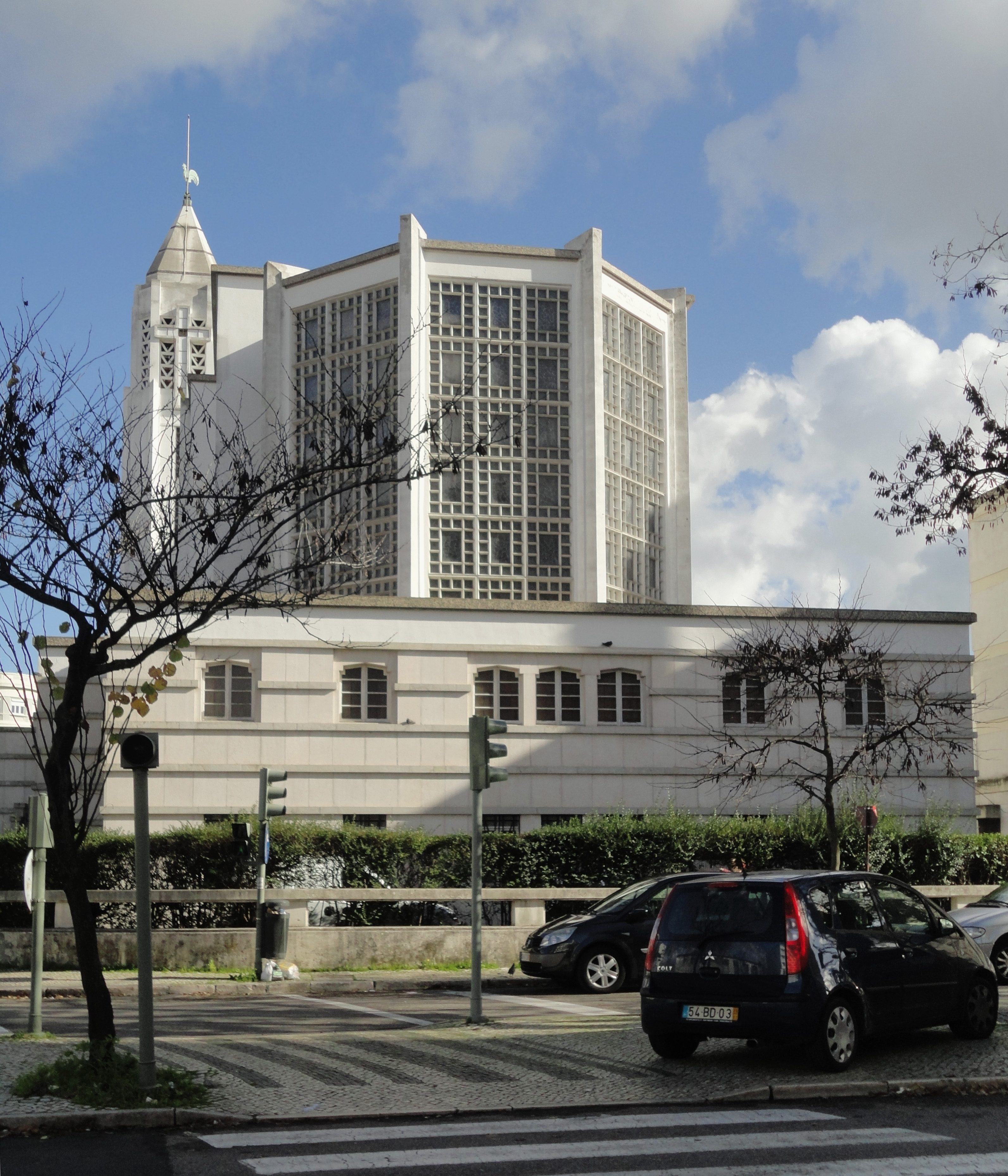
Igreja de Nossa Senhora de Fátima, 2012
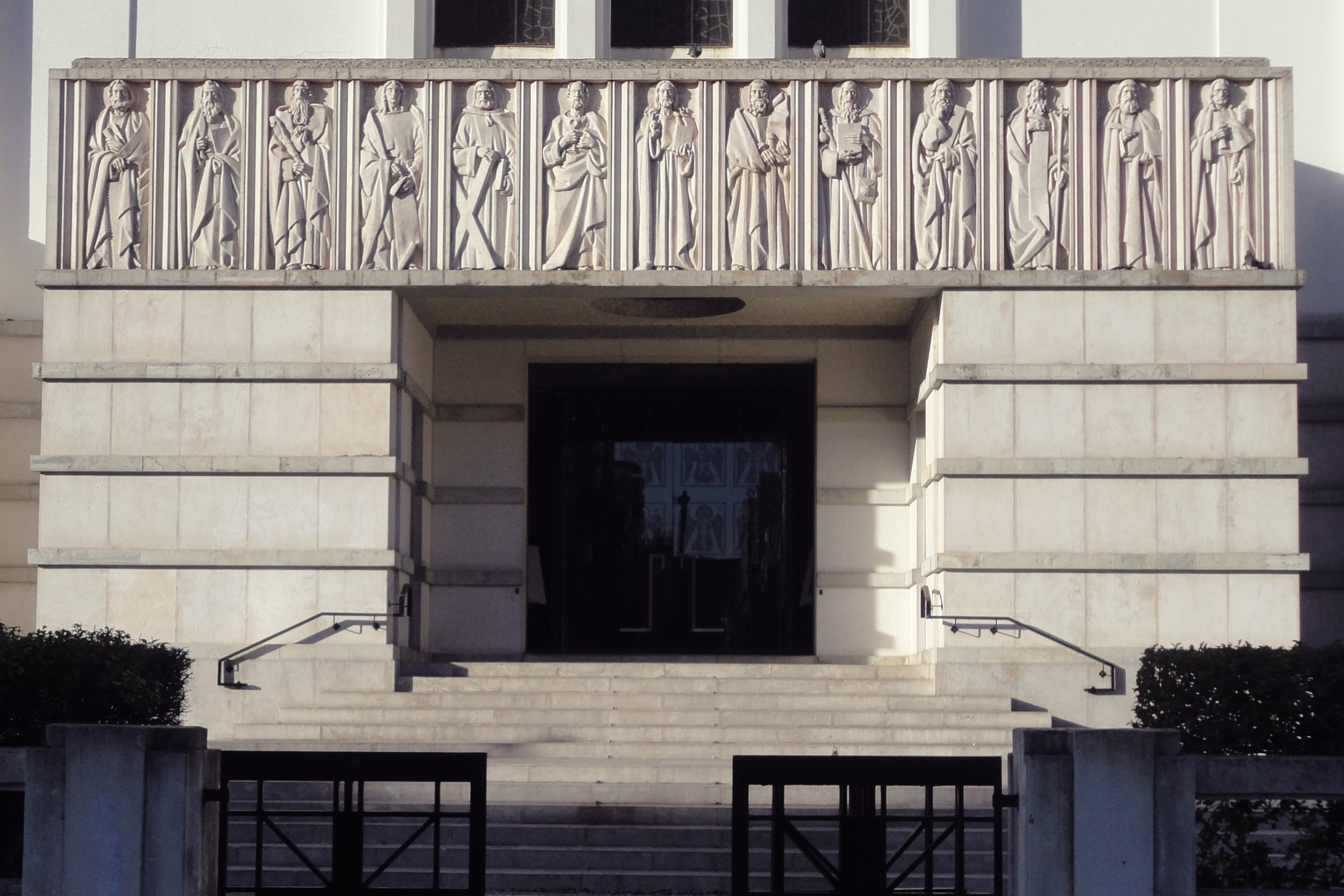
Pórtico de entrada; Friso dos Apóstolos de Francisco Franco
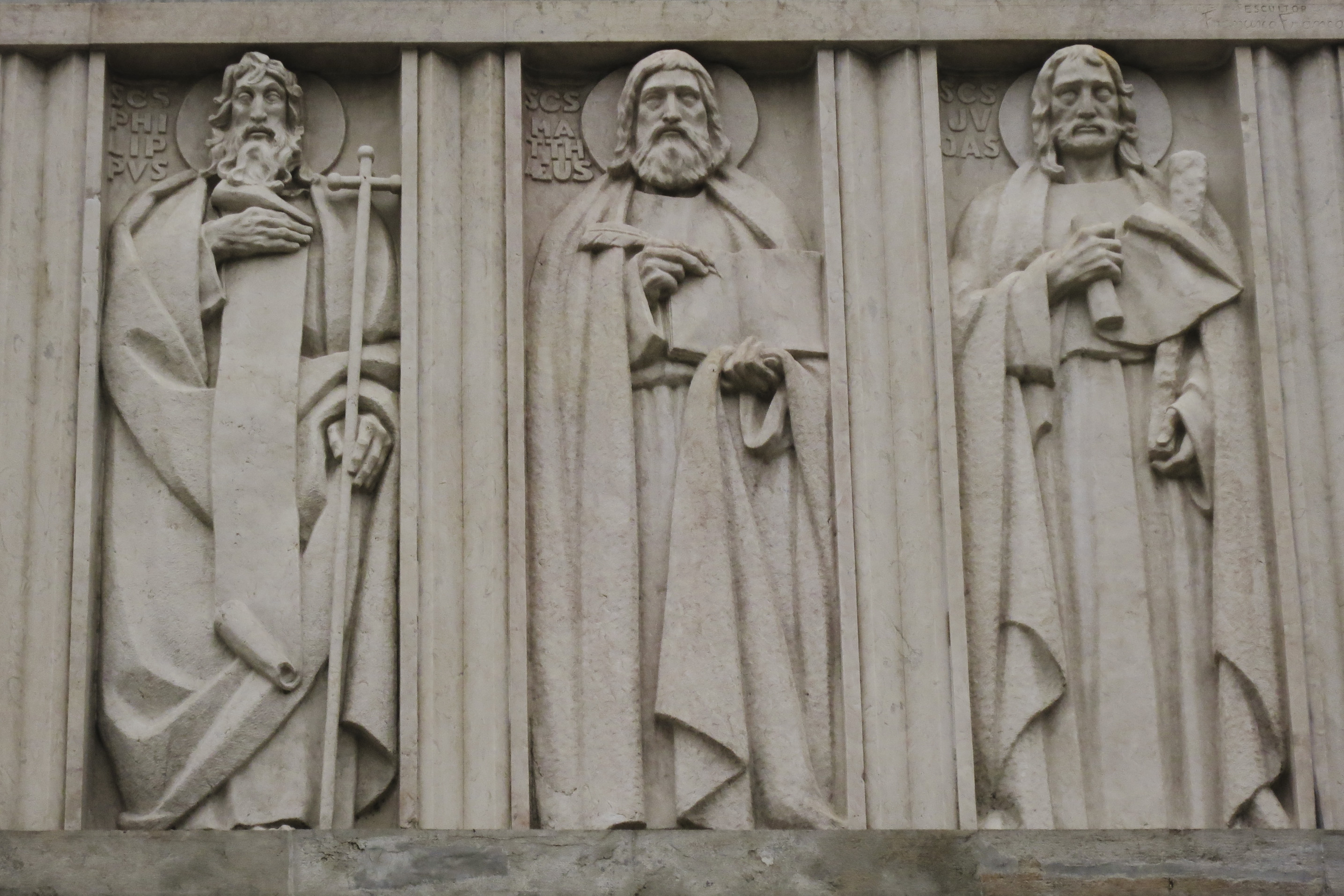
Francisco Franco, Friso dos Apóstolos (fragmento)
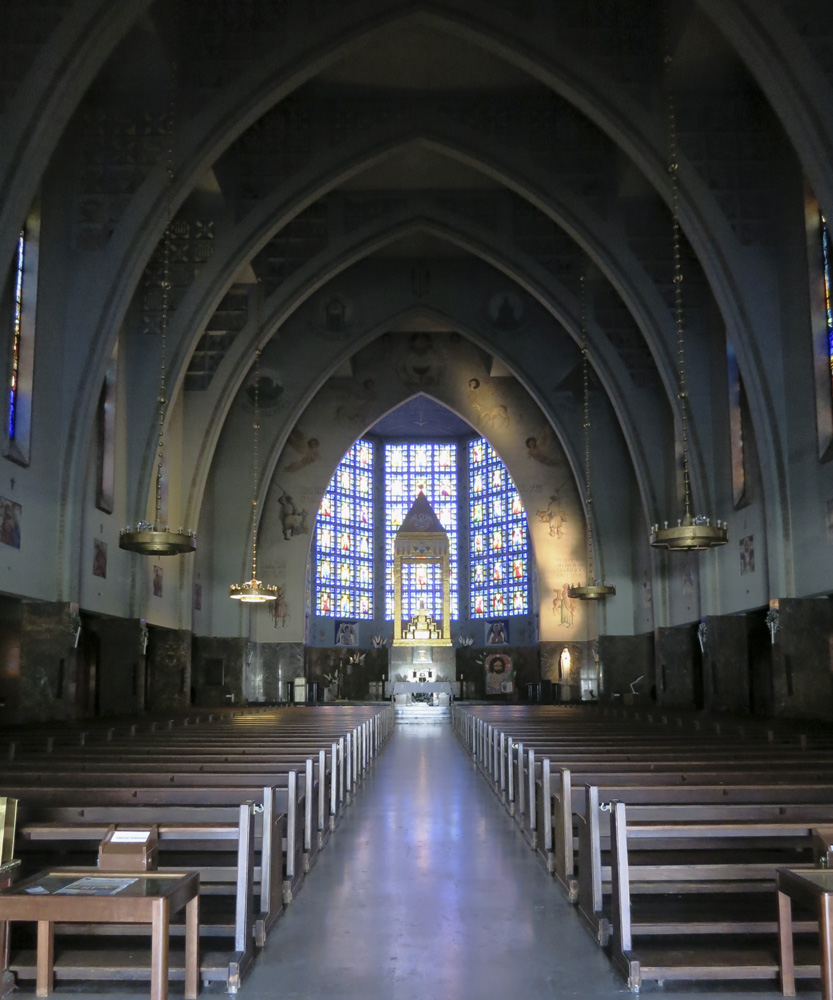
Interior
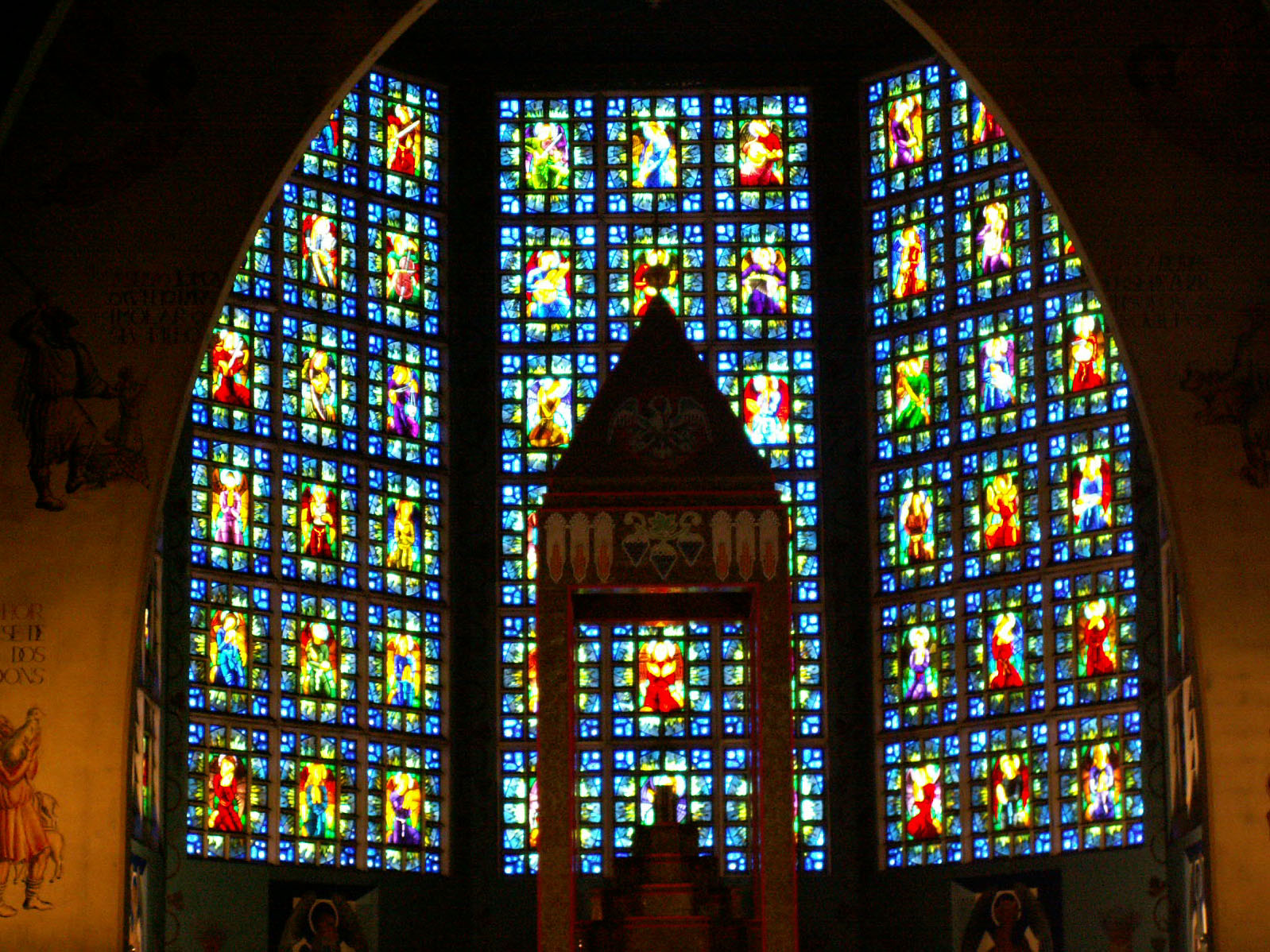
Vitral de Almada Negreiros
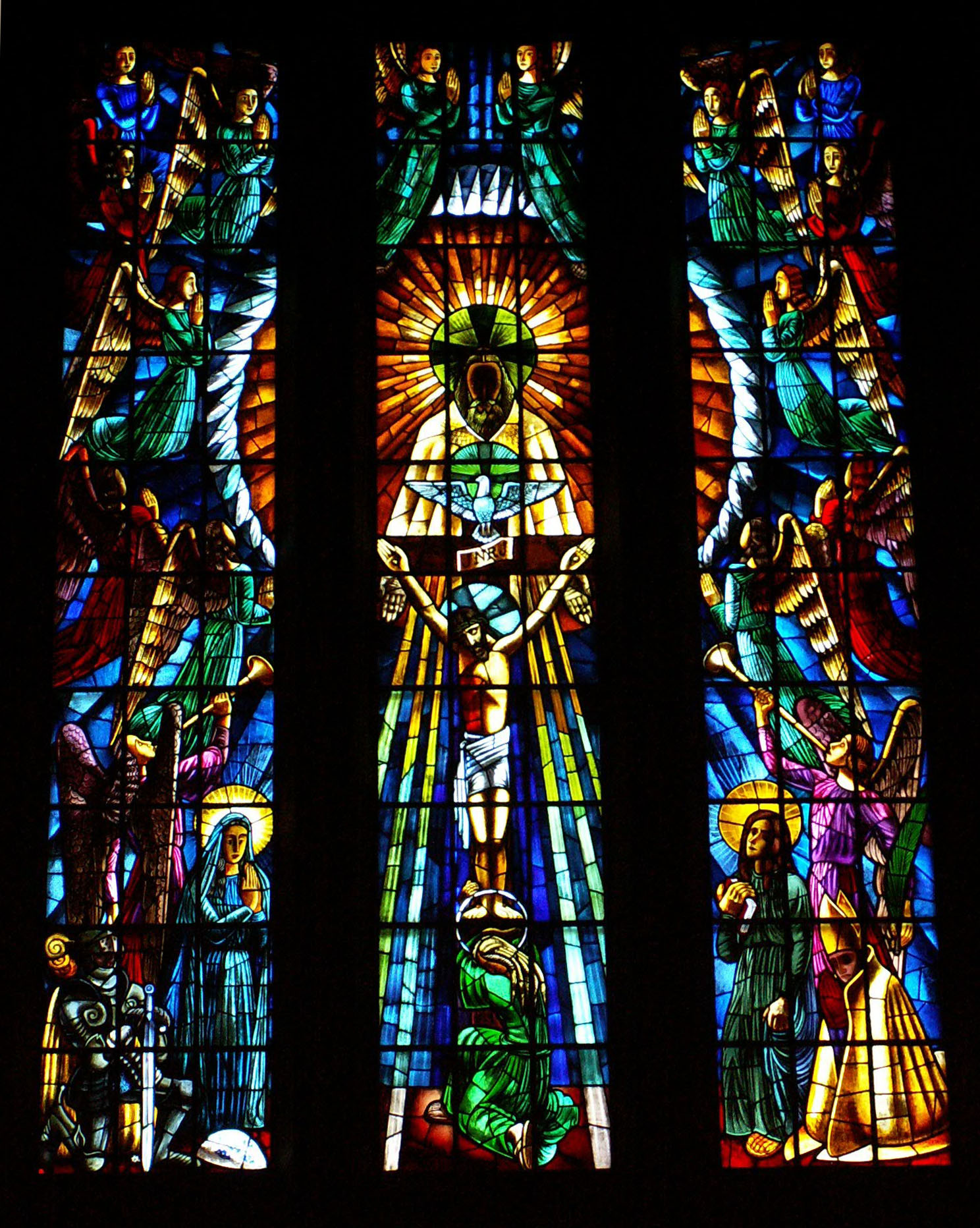
Vitral de Almada Negreiros
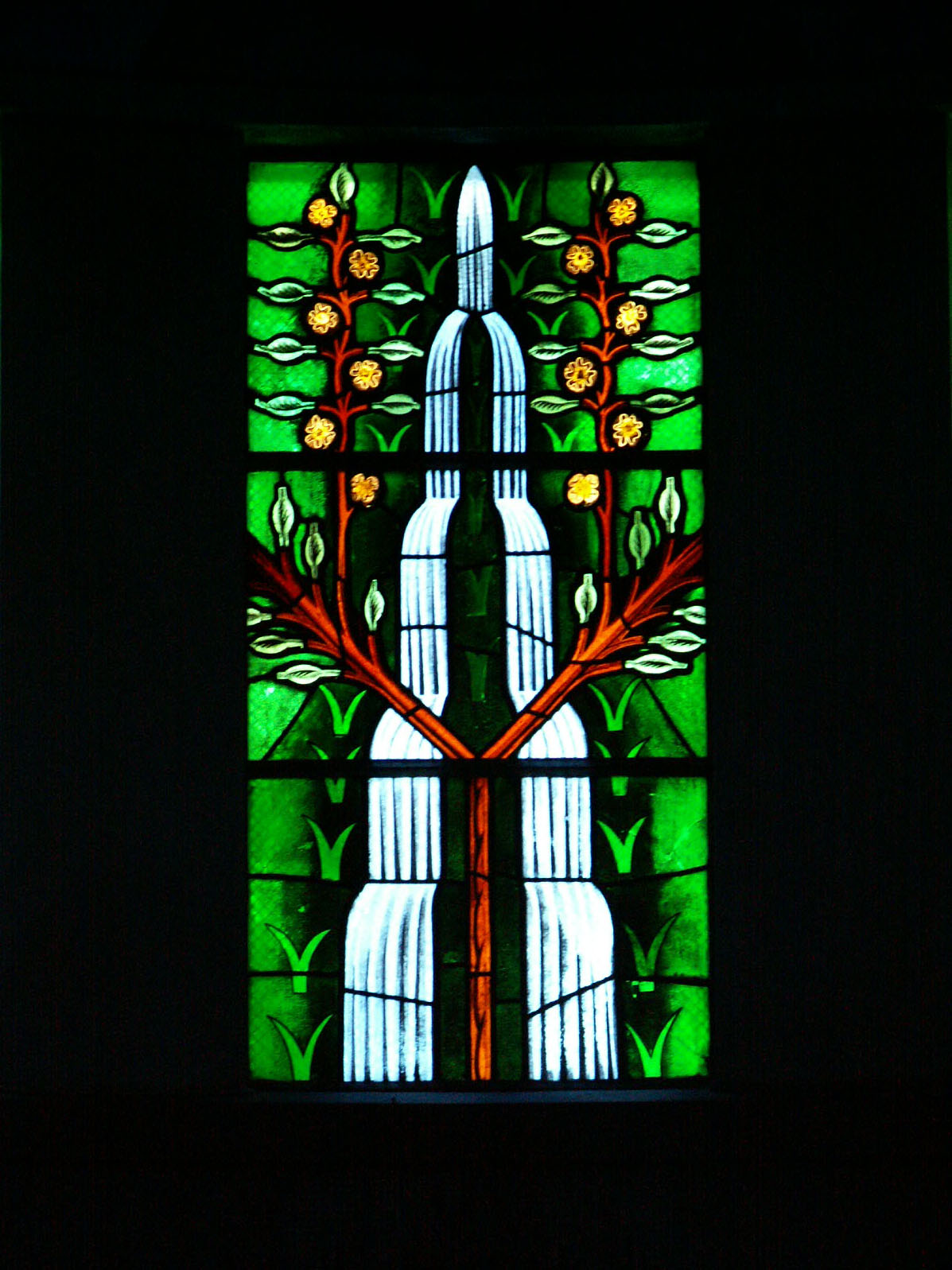
Vitral de Almada Negreiros
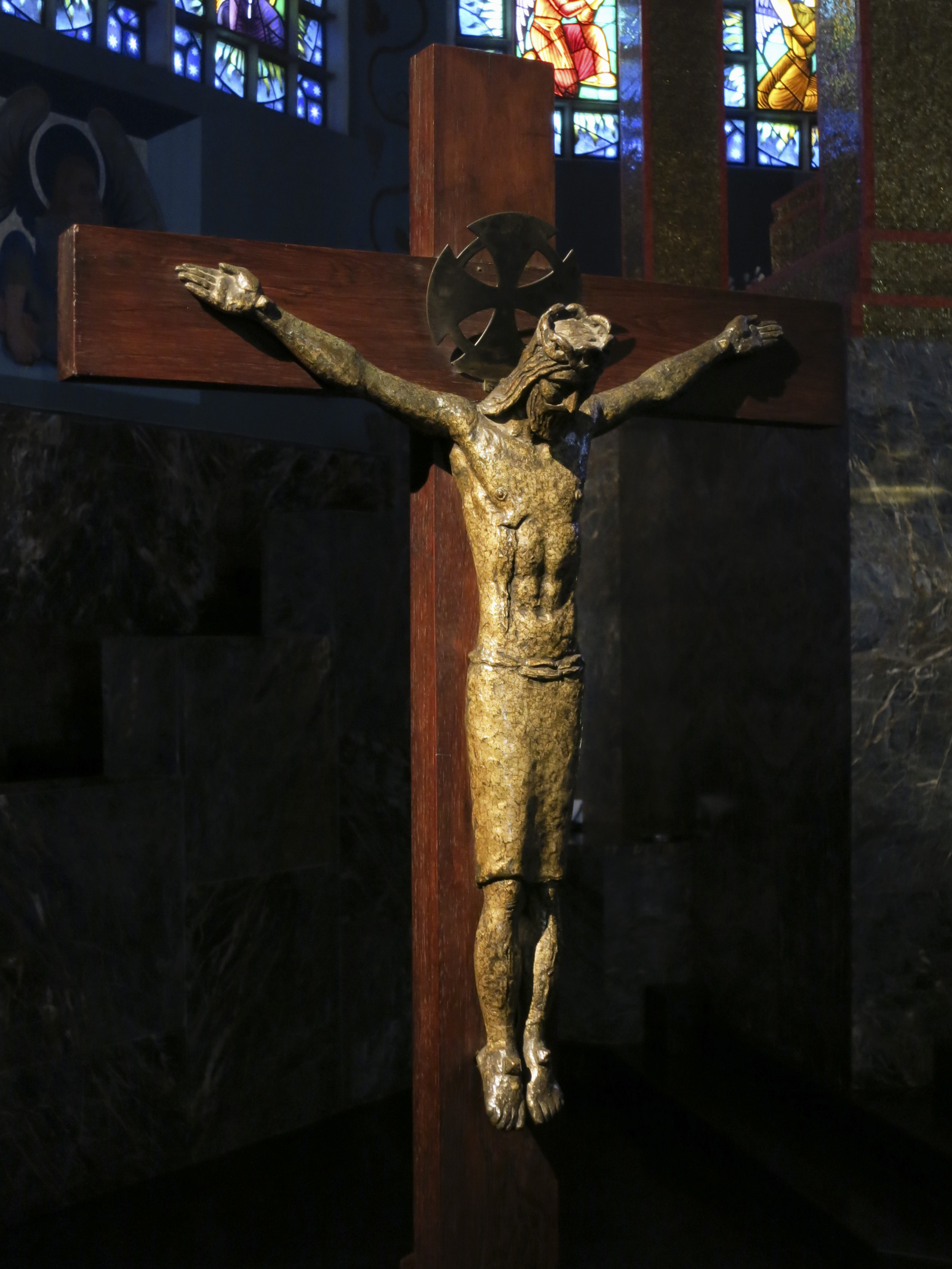
Barata Feyo, Cristo na Cruz
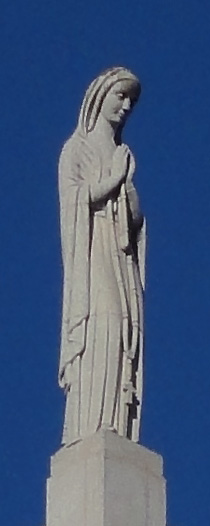
António da Costa, Nossa Senhora de Fátima